# 洛夫琴山國家公園
42°24′2″N 18°49′33″E / 42.40056°N 18.82583°E

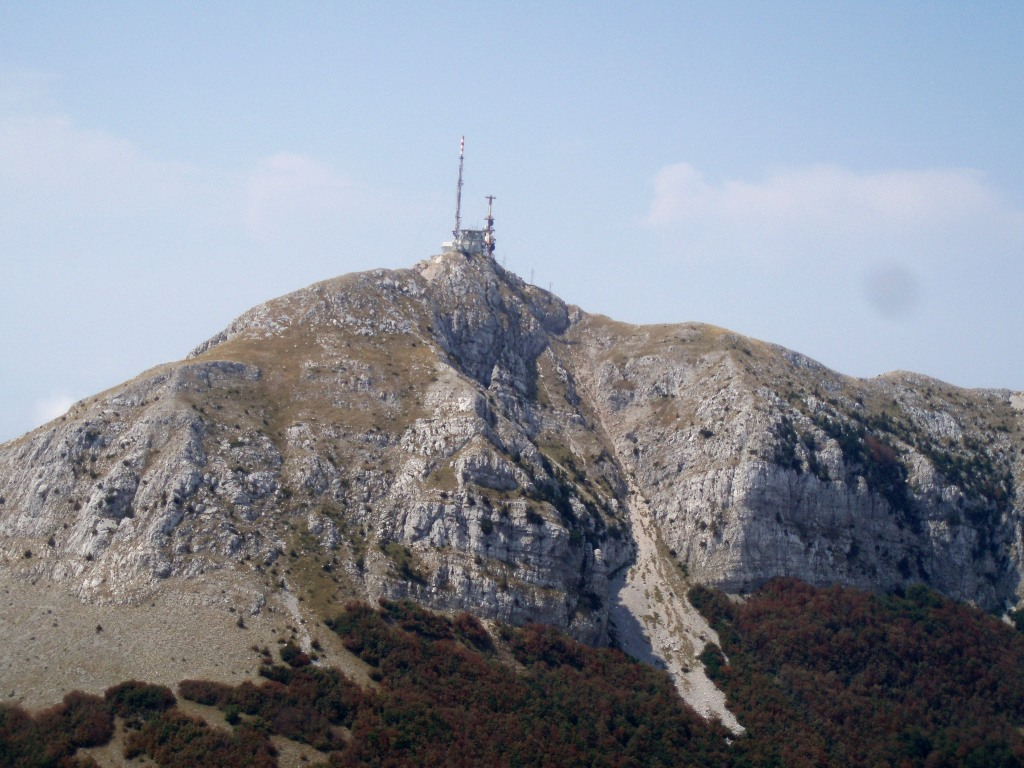

洛夫琴山國家公園是蒙特內哥羅的國家公園，位於該國西南部，成立於1952年，面積62平方公里，該地區有夜鶯、藍磯鶇、普通鵟等約200種鳥類棲息。